# 49
49（四十九、しじゅうく、しじゅうきゅう、よんじゅうきゅう、よそじあまりここのつ）は自然数、また整数において、48の次で50の前の数である。 

## 性質
- 49は合成数であり、約数は 1, 7, 49 である。
  - 約数の和は57。
    - 約数の和が奇数になる11番目の数である。1つ前は36、次は50。
    - 約数関数から導き出される数列 {\displaystyle a_{n}=\sigma (a_{n-1})} はその初期値によって異なる数列になる。異なる数列になる8番目の初期値(最小の値)を表す数である。1つ前は33、次は50。(ただし1を除く)(オンライン整数列大辞典の数列 A257348)

  - 約数を3個もつ4番目の数である。1つ前は25、次は121。
    - 素数を2乗した数は約数を3個もつ自然数である。
- 49 = 72
  - 7番目の平方数である。1つ前は36、次は64。
  - n = 2 のときの 7n とみたとき1つ前は7、次は343。
  - n = 2 のときの 7n! の値とみたとき1つ前は7、次は117649。(オンライン整数列大辞典の数列 A220079)
  - 素数 p = 7 のときの p2 の値とみたとき1つ前は25、次は121。(オンライン整数列大辞典の数列 A001248)
  - 6未満の素数（2, 3, 5）の倍数でない合成数では最小である。次は77。なお、2 と 3 を除く素数は全て 6n ± 1 の形で表せる。(オンライン整数列大辞典の数列 A038510)
    - 2の倍数でも3の倍数でもない合成数では、3番目の数である。一つ前は35、次は77。
- 17番目の半素数である。1つ前は46、次は51。
- 493 = 117649 になり下2桁が49になる。n と n3 の下2桁が同じになる4番目の数である。1つ前は25、次は51。
  - この性質をもつ数は偶数乗においても下2桁が等しくなる。
例．492 = 2401、494 = 5764801
  - この性質をもつ2桁の数字列は、他に00, 01, 24, 25, 51, 75, 76, 99がある。(オンライン整数列大辞典の数列 A008856)
- 1/49 = 0.020408163265306122448979591836734693877551… (下線部は循環節で長さは42)
  - 逆数が循環小数になる数で循環節が42になる最小の数である。次は98。
  - 循環節が n になる最小の数である。1つ前の41は83、次の43は173。(オンライン整数列大辞典の数列 A003060)

```
0. 02
     04
       08
         16
           32
             64
              128
                256
                  512
                   1024
                     2048
+                     .......
---------------------------------------------------
0. 020408163265306122448979591836734693877551...

```

- 上記のように、49−n には、2の累乗数が順に出現する。（初項 0.02、公比 0.02 の級数は 1/49 であるため）
- 九九では7の段で 7 × 7 = 49 (しちしちしじゅうく)と1通りで表される。九九で1通りしか表し方のない数は他に1, 25, 64, 81の4つである。
- 49 = (4 + 9) + (4 × 9)
  - 各位の和と各位の積を加えてできる4番目の数である。1つ前は39、次は59。(オンライン整数列大辞典の数列 A038364)
- 各位の和が13になる最小の数である。次は58。
  - 各位の和が n になる最小の数である。1つ前の12は39、次の14は59。(オンライン整数列大辞典の数列 A051885)
- 各位の平方和が97になる最小の数である。次は94。(オンライン整数列大辞典の数列 A003132)
  - 各位の平方和が n になる最小の数である。1つ前の96は448、次の98は77。(オンライン整数列大辞典の数列 A055016)
- 各位の立方和が793になる最小の数である。次は94。(オンライン整数列大辞典の数列 A055012)
  - 各位の立方和が n になる最小の数である。1つ前の792は468、次の794は149。(オンライン整数列大辞典の数列 A165370)
- 49 = 3 × 24 + 1 より9番目のプロス数である。1つ前は41、次は57。
- 49 = 22 + 32 + 62
  - 3つの平方数の和1通りで表せる25番目の数である。1つ前は48、次は50。(オンライン整数列大辞典の数列 A025321)
  - 異なる3つの平方数の和1通りで表せる12番目の数である。1つ前は46、次は50。(オンライン整数列大辞典の数列 A025339)
  - n = 2 のときの 2n + 3n + 6n の値とみたとき1つ前は11、次は251。(オンライン整数列大辞典の数列 A074528)
- 13番目の幸運数である。1つ前は43、次は51。

## その他 49 に関連すること
- 原子番号 49 の 元素 はインジウム (In) である。
- ドイツへの国際電話番号。
- アメリカ合衆国の49番目の州はアラスカ州である。
- バーコード世界での日本の国番号 (49, 45) → JANコード、POSシステム
- 死後7週（7日 × 7回 = 49日）の法事を四十九日法要、または七七日忌という。
- 日本の自動車のナンバープレートでは、一般乗用車向けの物は、希望番号制度による申し出があった場合を除き、下2桁「42」「49」は付番しないことになっている。「42」については「死に」、「49」については「四苦」を連想させるためではないかと言われているが、欠番になった経緯は明確ではない。ただし駐留軍人軍属私用車両等については下2桁「42」「49」でも払い出される[1]。
- 一方、アメリカでは、49 は「ゴールドラッシュ」（1849年）に通じるとして、幸運とされる[要出典]。また、当時、金を求めて夢を追いかけに行った男たちを「フォーティナイナー」と呼んだ。幸運とされる例としては、[要出典]サンフランシスコのプロアメフトチームに、「49ers」がある。
- 第49代天皇は光仁天皇である。
- 日本の第49代内閣総理大臣は吉田茂である。
- 大相撲の第49代横綱は栃ノ海晃嘉である。
- 第49代ローマ教皇はゲラシウス1世（在位：492年～496年11月21日）である。
- 易占の六十四卦で第49番目の卦は、沢火革。
- クルアーンにおける第49番目のスーラは部屋である。
- 北緯49度線はアメリカ合衆国とカナダの国境の一部をなしている。
- 『四十九日のレシピ』は日本の女性作家・伊吹有喜の長編小説、およびそれを原作としたテレビドラマ。
- 全国高等学校野球選手権大会は地方大会（予選とは呼ばない）を勝ち抜いた全国都道府県の代表（東京と北海道は2校）49校が優勝を目指して出場する（一部例外の大会あり）。第49回大会の優勝校は千葉県代表の習志野市立習志野高等学校。
- 『AKB49〜恋愛禁止条例〜』は、原作：元麻布ファクトリー、漫画：宮島礼吏、原案協力：高橋ヒサシによる日本の漫画作品。
- 『私の期限は49日』は、2011年に放送された韓国のテレビドラマ。
- 『49』は、2013年に放送された日本テレビ系列の深夜ドラマ。Sexy Zone の佐藤勝利が主役で、ヒロインは山本舞香。
- 四十九駅は伊賀鉄道伊賀線の駅である。
- 年始から数えて49日目は2月18日。